# 奥沢

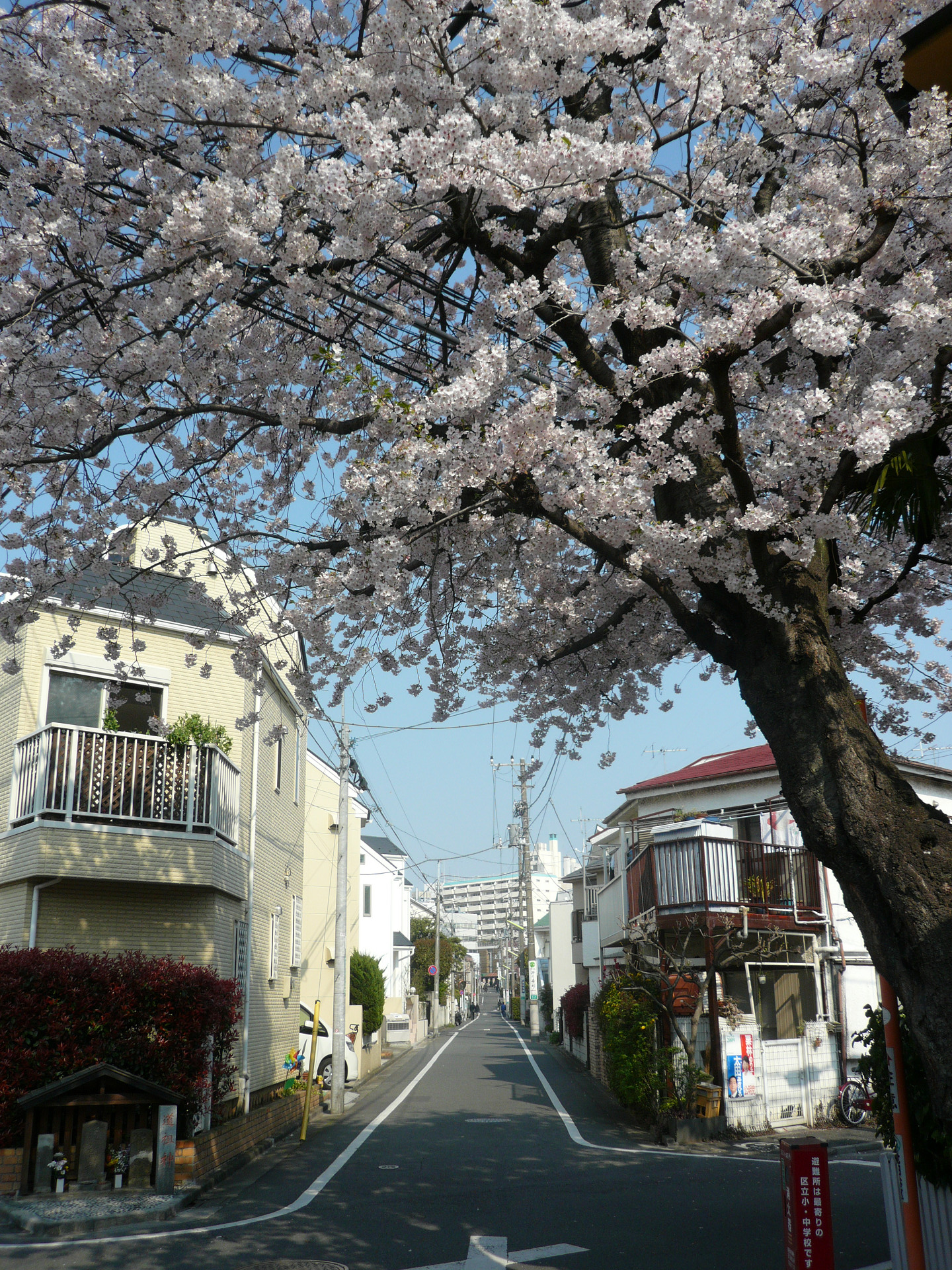
奥沢三丁目

奥沢（おくさわ）は、東京都世田谷区の町名。現行行政地名は奥沢一丁目から奥沢八丁目。住居表示実施済区域。玉川地域に属する。

## 地理
世田谷区南部の玉川地域に属する。町域は東急大井町線緑が丘駅付近を東端とし、北は九品仏川緑道を境に目黒区自由が丘・緑が丘、南は環八通り・世田谷区東玉川・玉川田園調布・大田区田園調布等に接しながら、九品仏駅と尾山台駅の間で世田谷区等々力と接するところまで広がる。東急目黒線奥沢駅が置かれ、その駅前を南北に自由通りが、西に向かって等々力通りが通る。主に住宅地として利用されている。町内には、奥沢神社、九品仏浄真寺等がある。
田園調布、自由が丘と隣接し高級住宅地として人気が高い。近年は「奥沢」ブランドのスイーツ、カフェ等も定着している。
戦前は参謀本部、海軍大学校、海軍横須賀鎮守府等へのアクセスの良さから海軍高級士官が多く住み、奥沢一丁目・二丁目中心に現在もその子孫が多数居住している。奥沢二丁目に奥澤海軍町記念碑が残されている。

### 地価
住宅地の地価は、2025年（令和7年）1月1日の公示地価によれば、奥沢3-16-15の地点で85万7000円/m2、奥沢5-14-26の地点で103万円/m2、奥沢7-11-12の地点で99万円/m2、奥沢8-10-7の地点で86万4000円/m2となっている。

## 歴史
貞和頃から吉良氏の所領となり、奥沢城が築かれた。江戸時代には荏原郡奥沢村となり、城の跡地には浄真寺が創建された。1622年（寛文2年）西の開墾地が奥沢新田村として分村した。天保頃には奥沢村が奥沢本村、奥沢新田村が奥沢村と称されるようになった。
1876年（明治9年）に両村が合併し、再び両地域を合わせて奥沢村となった。1889年（明治22年）、市町村制施行に伴い周辺町村と合併、玉川村の大字となる。大正期から田園都市株式会社により宅地開発が進められ、1932年（昭和7年）世田谷区成立時に開発地が玉川田園調布として分離し、残りが玉川奥沢町となる。1970年（昭和45年）、住居表示を実施して現在に至る。

### 地名の由来
地名は呑川の支流九品仏川水源の湿地帯であることを指す。

### 町名の変遷
| 実施後     | 実施年月日   | 実施前（各町名ともその一部）       |
| ---------- | ------------ | ---------------------------------- |
| 奥沢一丁目 | 1970年3月1日 | 玉川奥沢町1の一部                  |
| 奥沢二丁目 | 1970年3月1日 | 玉川奥沢町1の一部                  |
| 奥沢三丁目 | 1970年3月1日 | 玉川奥沢町1の一部                  |
| 奥沢四丁目 | 1970年3月1日 | 玉川奥沢町2、玉川田園調布2の各一部 |
| 奥沢五丁目 | 1970年3月1日 | 玉川奥沢町2、玉川田園調布2の各一部 |
| 奥沢六丁目 | 1970年3月1日 | 玉川奥沢町3の一部                  |
| 奥沢七丁目 | 1970年3月1日 | 玉川奥沢町3、玉川等々力町3の各一部 |
| 奥沢八丁目 | 1970年3月1日 | 玉川奥沢町3の一部                  |

## 世帯数と人口
2025年（令和7年）1月1日現在（世田谷区発表）の世帯数と人口は以下の通りである。
| 丁目       | 世帯数     | 人口     |
| ---------- | ---------- | -------- |
| 奥沢一丁目 | 2,682世帯  | 5,231人  |
| 奥沢二丁目 | 2,527世帯  | 4,338人  |
| 奥沢三丁目 | 2,223世帯  | 3,950人  |
| 奥沢四丁目 | 1,224世帯  | 2,227人  |
| 奥沢五丁目 | 2,201世帯  | 3,562人  |
| 奥沢六丁目 | 1,822世帯  | 3,298人  |
| 奥沢七丁目 | 1,978世帯  | 3,575人  |
| 奥沢八丁目 | 1,142世帯  | 2,138人  |
| 計         | 15,799世帯 | 28,319人 |

### 人口の変遷
国勢調査による人口の推移。
| 年                 | 人口   |
| ------------------ | ------ |
| 1995年（平成7年）  | 27,595 |
| 2000年（平成12年） | 27,968 |
| 2005年（平成17年） | 28,008 |
| 2010年（平成22年） | 28,892 |
| 2015年（平成27年） | 28,579 |
| 2020年（令和2年）  | 29,718 |

### 世帯数の変遷
国勢調査による世帯数の推移。
| 年                 | 世帯数 |
| ------------------ | ------ |
| 1995年（平成7年）  | 12,932 |
| 2000年（平成12年） | 14,130 |
| 2005年（平成17年） | 14,614 |
| 2010年（平成22年） | 15,318 |
| 2015年（平成27年） | 15,255 |
| 2020年（令和2年）  | 16,064 |

## 学区
区立小・中学校に通う場合、学区は以下の通りとなる（2018年4月現在）。
| 丁目       | 番地                                         | 小学校                 | 中学校               |
| ---------- | -------------------------------------------- | ---------------------- | -------------------- |
| 奥沢一丁目 | 1～5番、13～21番 27～29番、38～49番 57～65番 | 世田谷区立東玉川小学校 | 世田谷区立奥沢中学校 |
| 奥沢一丁目 | 6〜12番、22〜26番 30〜37番、50〜56番         | 世田谷区立奥沢小学校   | 世田谷区立奥沢中学校 |
| 奥沢二丁目 | 1～6番、17～31番 41～49番                    | 世田谷区立奥沢小学校   | 世田谷区立奥沢中学校 |
| 奥沢二丁目 | 7〜16番、32〜40番                            | 世田谷区立八幡小学校   | 世田谷区立八幡中学校 |
| 奥沢三丁目 | 全域                                         | 世田谷区立奥沢小学校   | 世田谷区立奥沢中学校 |
| 奥沢四丁目 | 全域                                         | 世田谷区立八幡小学校   | 世田谷区立八幡中学校 |
| 奥沢五丁目 | 全域                                         | 世田谷区立八幡小学校   | 世田谷区立八幡中学校 |
| 奥沢六丁目 | 1番、8〜9番 18～23番、28～34番               | 世田谷区立八幡小学校   | 世田谷区立八幡中学校 |
| 奥沢六丁目 | 2〜7番、10〜17番 24〜27番                    | 世田谷区立九品仏小学校 | 世田谷区立八幡中学校 |
| 奥沢七丁目 | 1～8番                                       | 世田谷区立八幡小学校   | 世田谷区立八幡中学校 |
| 奥沢七丁目 | 9〜53番                                      | 世田谷区立九品仏小学校 | 世田谷区立八幡中学校 |
| 奥沢八丁目 | 全域                                         | 世田谷区立九品仏小学校 | 世田谷区立八幡中学校 |

## 交通

### 鉄道
- 奥沢駅（東急目黒線）
  - 元住吉検車区奥沢車庫
- 九品仏駅（東急大井町線）

また、上記のほか二丁目の東側で区境をまたいだ所に緑が丘駅（東急大井町線、目黒区緑が丘）があり、二丁目・五丁目の北側、六丁目・七丁目の東側は自由が丘駅（東急東横線・大井町線、目黒区自由が丘。特急・急行停車駅）に近接している。

### バス
いずれも東急バスの路線である。
- 多摩01系統が、目黒区の東京医療センターから都立大学駅、緑が丘駅、奥沢駅を通り、大田区雪が谷へ抜けて多摩川駅を結ぶ。
- 渋11系統が、渋谷駅から自由が丘駅入口（学園通り）を経由し、五丁目と六丁目の境目を通り田園調布駅へ向かう。
- 自01系統ほか（東急コーチ）が、自由が丘駅から七丁目と等々力六丁目の境目を通り、深沢方面へ走っている。
- このほか、田園調布駅から九品仏駅を通り中町五丁目までの路線が土曜日に1往復のみ運行している。

### 道路
- 自由通り - 奥沢駅前を南北に通り抜ける。北側では目黒区自由が丘へ入り、南側では東玉川を通り大田区雪谷大塚町へ抜ける。
- 環八通り - 四丁目をかすめるように通る。
- 等々力通り - 奥沢駅北口から上野毛駅までほぼ東急大井町線に並行して東西に走る通り（区道）。

## 事業所
2021年（令和3年）現在の経済センサス調査による事業所数と従業員数は以下の通りである。
| 丁目       | 事業所数    | 従業員数 |
| ---------- | ----------- | -------- |
| 奥沢一丁目 | 69事業所    | 461人    |
| 奥沢二丁目 | 138事業所   | 814人    |
| 奥沢三丁目 | 152事業所   | 1,098人  |
| 奥沢四丁目 | 88事業所    | 447人    |
| 奥沢五丁目 | 318事業所   | 2,066人  |
| 奥沢六丁目 | 191事業所   | 1,051人  |
| 奥沢七丁目 | 141事業所   | 916人    |
| 奥沢八丁目 | 84事業所    | 431人    |
| 計         | 1,181事業所 | 7,284人  |

### 事業者数の変遷
経済センサスによる事業所数の推移。
| 年                 | 事業者数 |
| ------------------ | -------- |
| 2016年（平成28年） | 1,171    |
| 2021年（令和3年）  | 1,181    |

### 従業員数の変遷
経済センサスによる従業員数の推移。
| 年                 | 従業員数 |
| ------------------ | -------- |
| 2016年（平成28年） | 7,339    |
| 2021年（令和3年）  | 7,284    |

## 施設

### 公共
- 警視庁玉川警察署奥沢駅前交番
- 警視庁玉川警察署九品仏交番
- 東京消防庁玉川消防署奥沢出張所
- 世田谷区役所玉川総合支所奥沢まちづくりセンター
- 世田谷区奥沢地区会館
- 世田谷区奥沢東地区会館
- 世田谷区九品仏地区会館

### 医療・福祉
- おくさわ脳卒中リハビリテーション病院（旧：大脇病院→東京明日佳病院→世田谷おくさわ整形外科病院）
- 奥沢病院
- 世田谷区立奥沢福祉園（知的障害者生活介護事業所）
- 世田谷区立九品仏生活実習所
- 世田谷区立奥沢子育て児童ひろば
- 社会福祉法人奉優会
  - 奥沢あんしんすこやかセンター
  - 奥沢居宅介護支援事業所
  - デイホーム奥沢
- 社会福祉法人老後を幸せにする会
  - 九品仏あんしんすこやかセンター
  - 玉川居宅介護支援事業所

### 教育
- 玉川聖学院中等部・高等部
- 世田谷区立奥沢中学校
- 世田谷区立奥沢小学校
- 世田谷区立東玉川小学校[14]
- 世田谷区立九品仏小学校

### 文化
- 世田谷区立奥沢区民センター（休館中）
  - 世田谷区立奥沢図書館
- 世田谷区立世田谷美術館分館宮本三郎記念美術館
- 私設図書室読書空間みかも
- 魚菜学園
  - よみうりカルチャー自由が丘

### 寺社・教会
- 浄土宗浄真寺（九品仏）
- 浄土宗大音寺
- 真宗大谷派究竟寺
- 日蓮宗妙光寺
- 曹洞宗源照寺
- 奥沢神社
- 天理教本芝野分教会
- 日本基督教団奥沢教会
- 日本基督教団玉川平安教会
- 日本神の教会連盟玉川神の教会

## その他

### 日本郵便
- 郵便番号 : 158-0083[2]（集配局 : 玉川郵便局[15]）。